# كيت براكن
كيت براكن (بالإنجليزية: Kate Bracken)‏ هي ممثلة بريطانية، ولدت في 12 يونيو 1990 في اسكتلندا في المملكة المتحدة.

## أعمال

### مسلسلات
- كونك إنسان

## وصلات خارجية
- كيت براكن على موقع IMDb (الإنجليزية)
- كيت براكن على موقع قاعدة بيانات الفيلم (الإنجليزية)